# Plovdiv
Plovdiv (bulharsky Пловдив) je druhé největší město v Bulharsku a hlavní město stejnojmenné oblasti v západní části Hornothrácké nížiny, na řece Marica, na severním okraji pohoří Rodopy, 130 km jihovýchodně od Sofie. 
Žije tu přibližně 372 tisíc obyvatel. Je administrativním centrem plovdivského kraje a důležitým ekonomickým, dopravním, kulturním a vzdělávacím centrem a po Istanbulu také druhým největším městem v historickém mezinárodním regionu Thrákie. V roce 2019 bylo společně s italskou Materou Evropským hlavním městem kultury.

## Historie

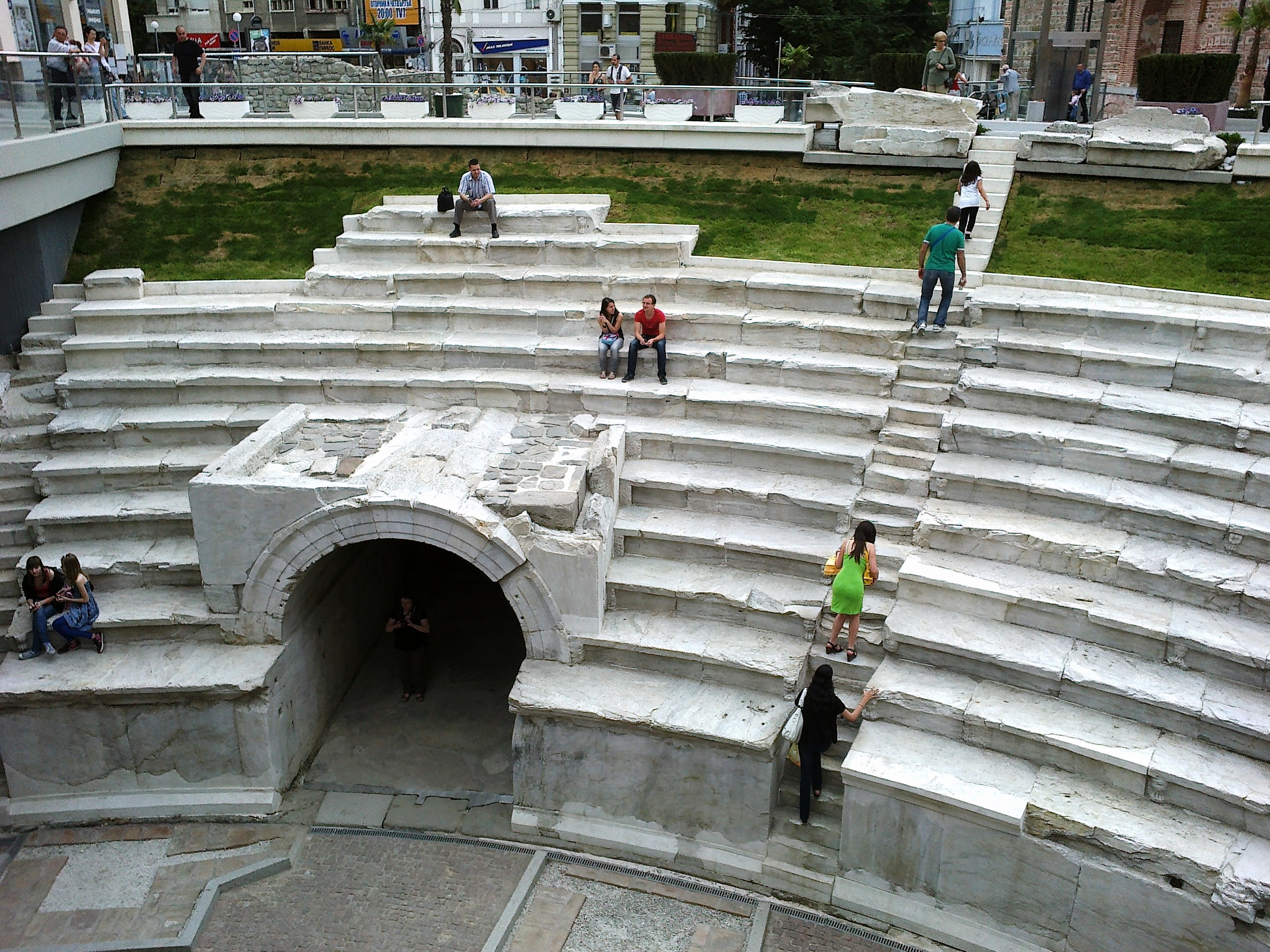
Římský stadion

Původní osídlení se datuje dávno před náš letopočet. Nejstarší známky osídlení, které archeologové objevili, jsou jemné keramické zboží a další předměty každodenního života z neolitu, na konci 5. tisíciletí před naším letopočtem. Plovdiv je na seznamu nejstarších měst na světě. Během své šestitisícileté existence nesl Plovdiv mnoho názvů: Kendros, Eumolpia, Philipopolis, Pulpudeva, Trimontium, Pulden, Filibe. Současný název se poprvé objevil v písemnostech z 15. století a zůstal městu dodnes.
V roce 342 př. n. l. město ovládl Filip II. Makedonský. Během jeho vlády byly přestavěny staré thrácké pevnosti a věže. Filip II. dal městu své jméno – dnešnímu Plovdivu se začalo říkat Filippopolis. Během 1. století n. l. si město podmanili Římané. Nazývali ho Trimontium (ležící na třech kopcích) a bylo hlavním městem jejich provincie Thrákie. Thrákové město nazývali Pulpudeva, což je doloženo zápisem z roku 552.

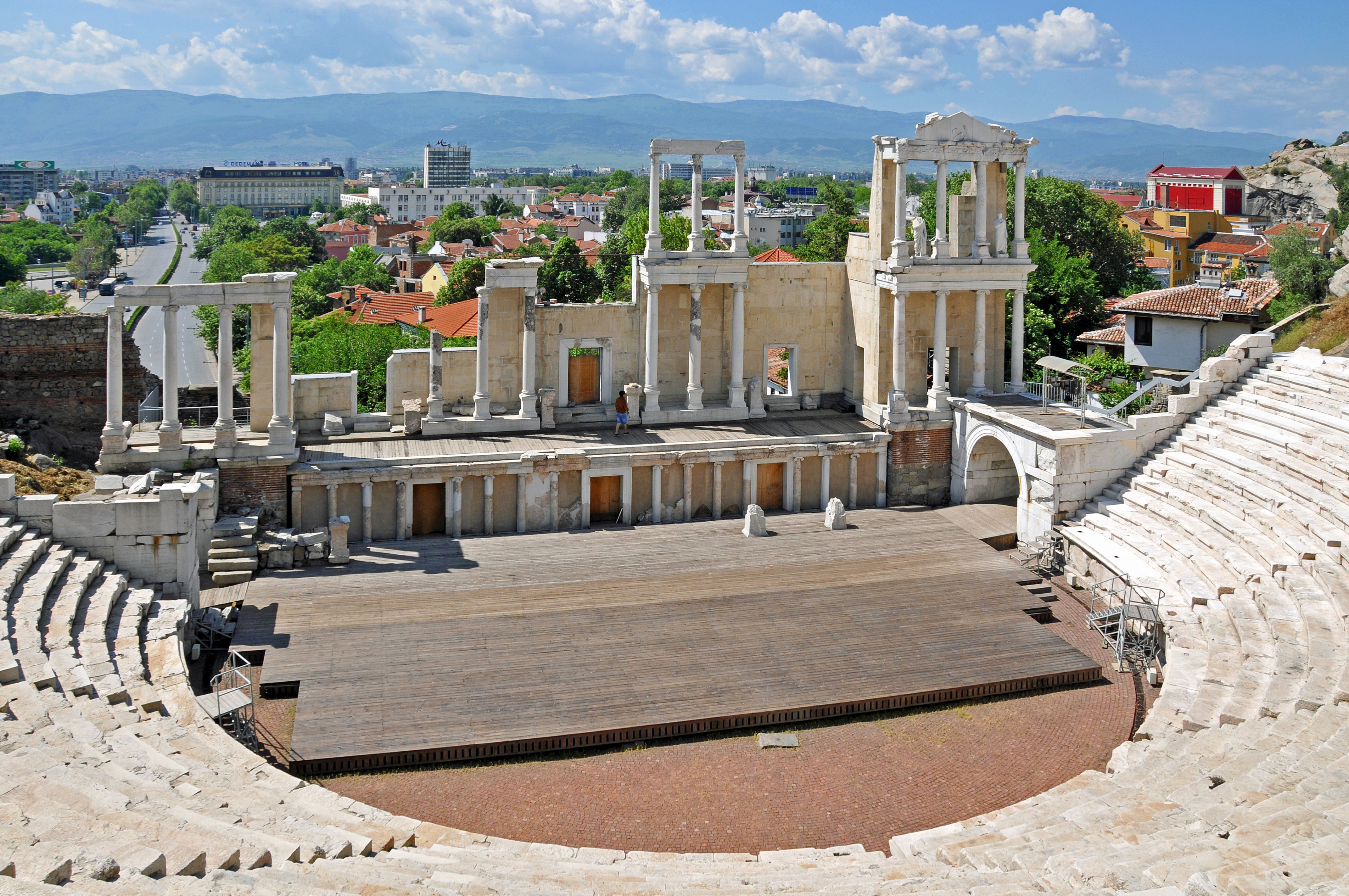
Římský amfiteátr

V prvních stoletích našeho letopočtu bylo město několikrát vypleněno: v roce 250 ho vypálili Gótové, v roce 441 ho zničili Hunové a o třicet let později (471) znovu Gótové. V polovině šestého století se na Balkánském poloostrově usadili Slované, změnili etnické poměry v regionu a město nazývali Pulden a Plundiv.
V roce 815 si pevnost podmanil chán Krum. V následujících pěti stoletích město střídavě ovládali Bulhaři a Byzantinci. Poblíž města se v roce 1208 odehrála bitva u Phlipopolisu mezi bulharským carem Kalojanem a Latinským císařstvím.

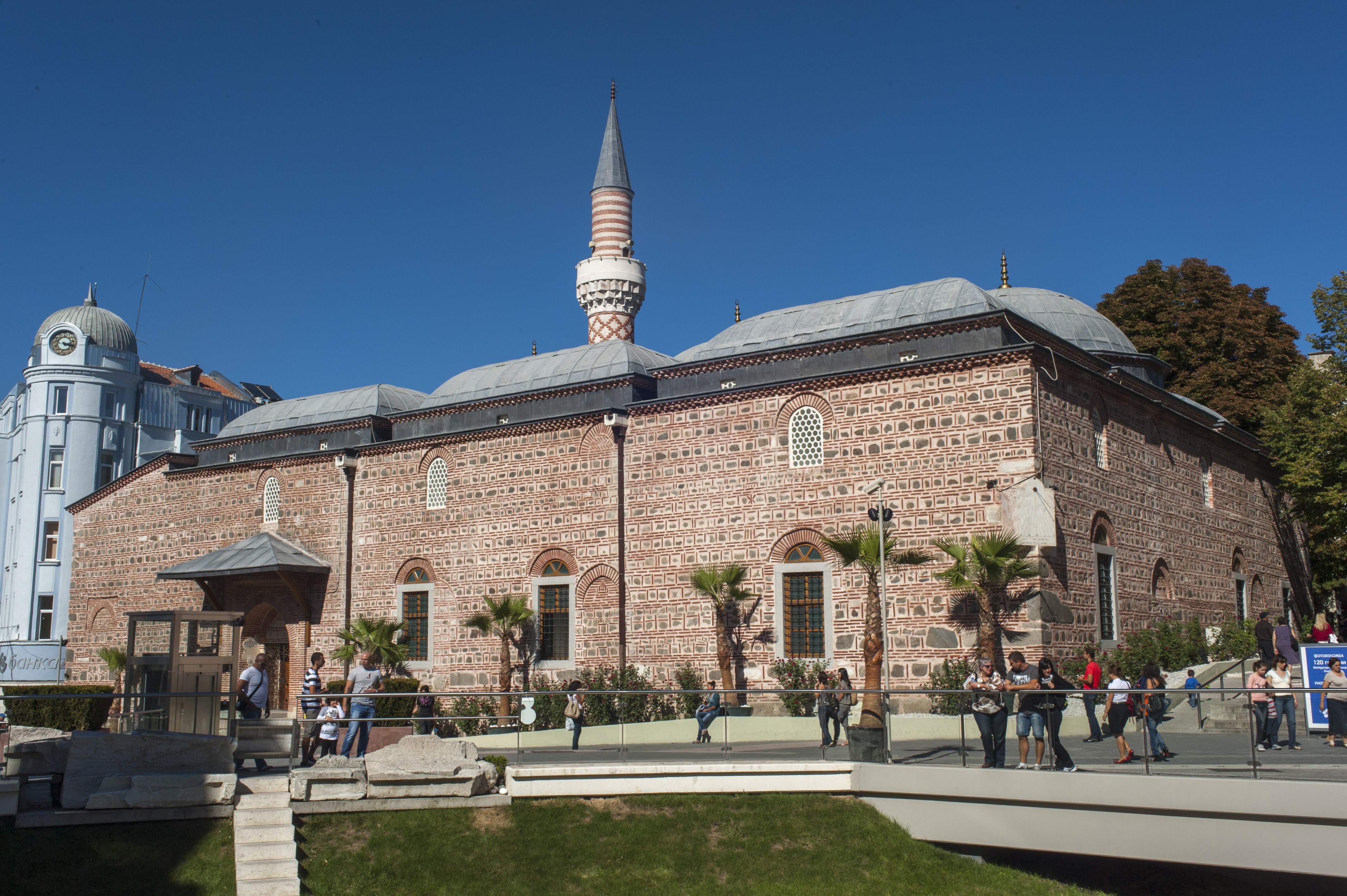
Mešita Džumaja

V roce 1365 se město dostalo pod tureckou nadvládu. Později bylo přejmenováno na Philibe a stalo se důležitým správním, vojenským a řemeslným centrem. Philibe byl sídlem správce okresu Rumelia. Od osamostatnění Bulharska (1878) se stal hlavním městem turecké autonomní oblasti Východní Rumélie. 6. září 1885 proběhl ve městě Plovdivský převrat, po němž se Východní Rumélie stala součástí Bulharska, i když mezinárodně byla tato anexe uznána až v roce 1908. Během 70. let 19. století se Plovdiv stal hlavním obchodním centrem Bulharska. První mezinárodní plovdivský veletrh se konal roku 1872 a byl spíše prostou událostí, kde byli předváděni honáčtí psi a Češi například vystavovali včelí úly. Od roku 1933 se z něj stala významná událost a dnes je považován za největší svého druhu na Balkáně.
Poté, co byli 9. září 1944 nacisté vyhnáni z Bulharska, dostali se k vládě komunisté a na počest SSSR bylo postaveno mnoho památek. Jedna z nich, pomník ruského vojáka Aljoši, zůstal na vrcholu kopce v Plovdivu. Konec komunismu v Bulharsku nastal 10. listopadu 1989. V té době byl Plovdiv místem významných demonstrací místních demokratických sil. Někdy se městu říká „bulharské modré (demokratické) hlavní město“.

## Obyvatelstvo
K 15. září 2024 ve městě žilo 372 380 obyvatel a bylo zde trvale hlášeno 387 295 obyvatel. Podle sčítání 7. září 2021 bylo národnostní složení následující:
- Bulhaři: 265 207 (92.0 %)
- Turci: 13 943 (4.8 %)
- Romové: 4 953 (1.7 %)
- ostatní[p 2]: 4 281 (1.5 %)

## Památky

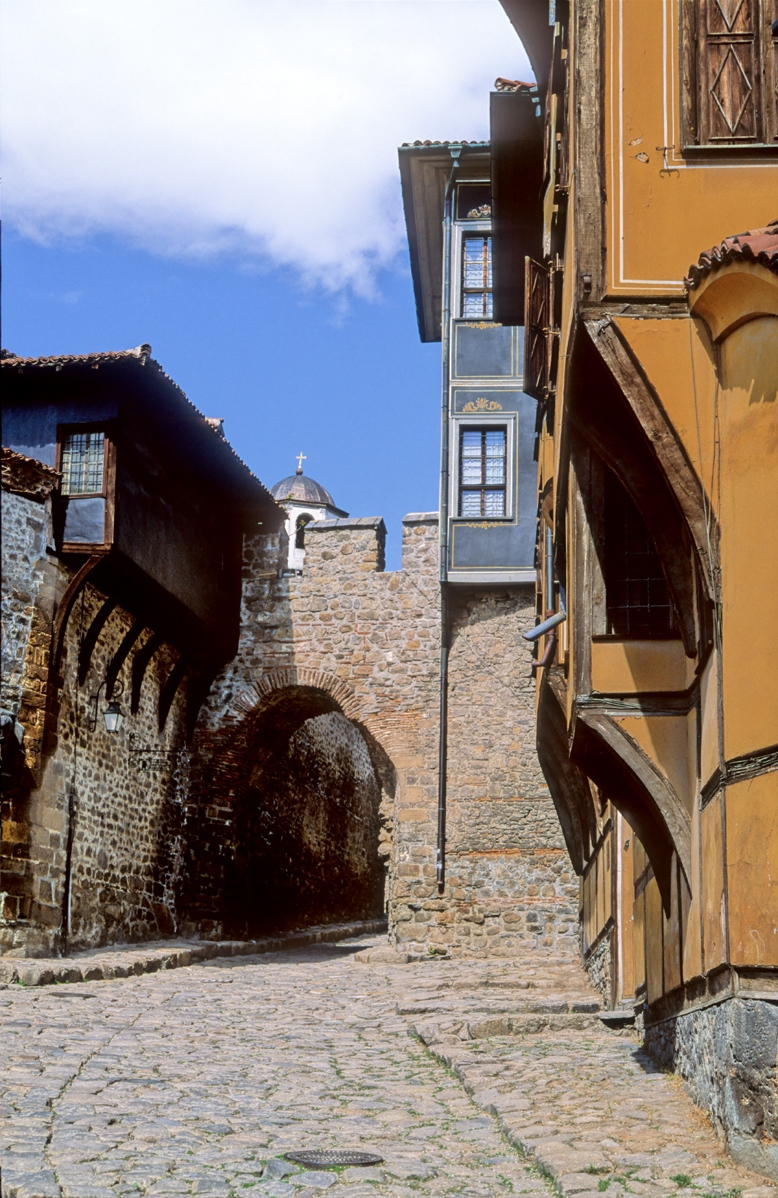
Brána Chisar kapija

Ve městě se nacházejí starověké, středověké i moderní památky. V dávné minulosti Plovdiv stál na sedmi kopcích: Taxim, Nebet, Džambaz, Sachat, Džendem a Bunardžik. Sedmá hora, Markovo Tepe, v současnosti leží pod chodníky moderního Plovdivu. Ve starém městě se zachovaly křivolaké uličky s domky obchodníků.
K nejstarším památkám patří starověké thrácké opevnění. Dalšími zachovanými antickými památkami jsou nedávno zrekonstruovaný starověký stadion a antické fórum s odeonem ve středu města. Dále je zde skvostný a velkolepý římský amfiteátr, který je v současnosti zrekonstruován a kde lze pod širým nebem zhlédnout klasické drama, operu i koncert. K památkám, které mají původ v římském období, se řadí i pevnostní brána Chisar kapija, jejíž současný vzhled se datuje mezi 11. a 14. století.
Ze středověku, z období turecké nadvlády pochází mešita Džumaja ze 14. století, která stojí ve starém městě. Mešita je považována za nejstarší evropskou mešitu (vyjma maurské architektury ve Španělsku) a byla dvakrát renovována. Z tureckého období pocházejí i lázně Čifte baňa. Na vrchu Sachat stojí od 16. století věž s hodinami. Jedná se o jedny z nejstarších věžních hodin ve východní Evropě. Nynější stroj byl instalován v roce 1812 a pracuje dodnes.
Z dob bulharského obrození pochází kostel panny Marie (1844), kostel sv. Mariny (1853), římskokatolický kostel sv. Ludvíka (1861), archeologické muzeum s panagjurským pokladem, etnografické muzeum, Národní divadlo a opera, pomník ruského cara Alexandra II. na pahorku Osvoboditelů s výhledem na město.
Z blízkého okolí je oblíbenou památkou klášter Bachkovo, který se nachází 30 km jižně od města. Jedná se o zděný komplex se dvěma arkádovými dvory a pár extravagantně zdobené kostelů.

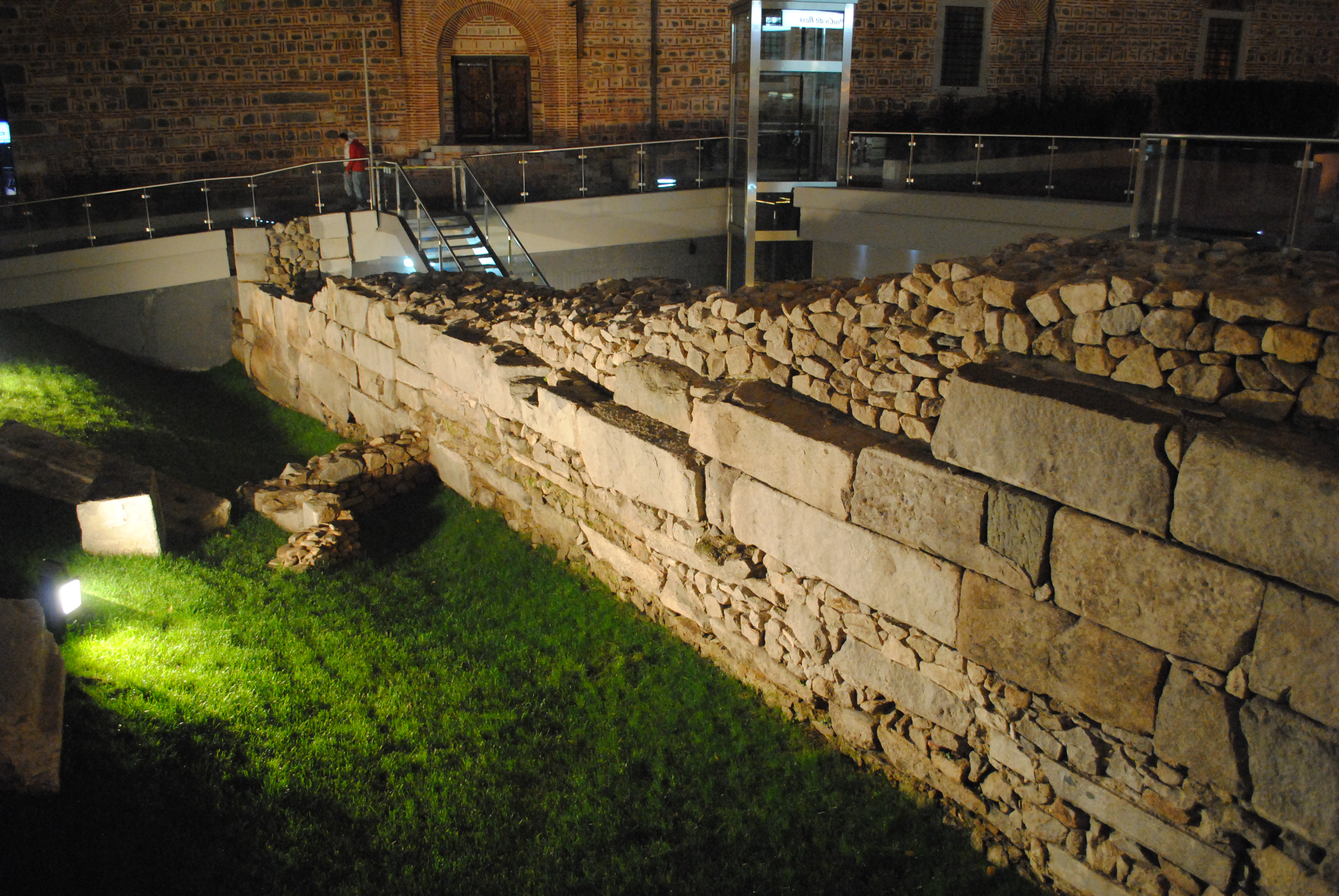
Pozůstatky starověkého akvaduktu
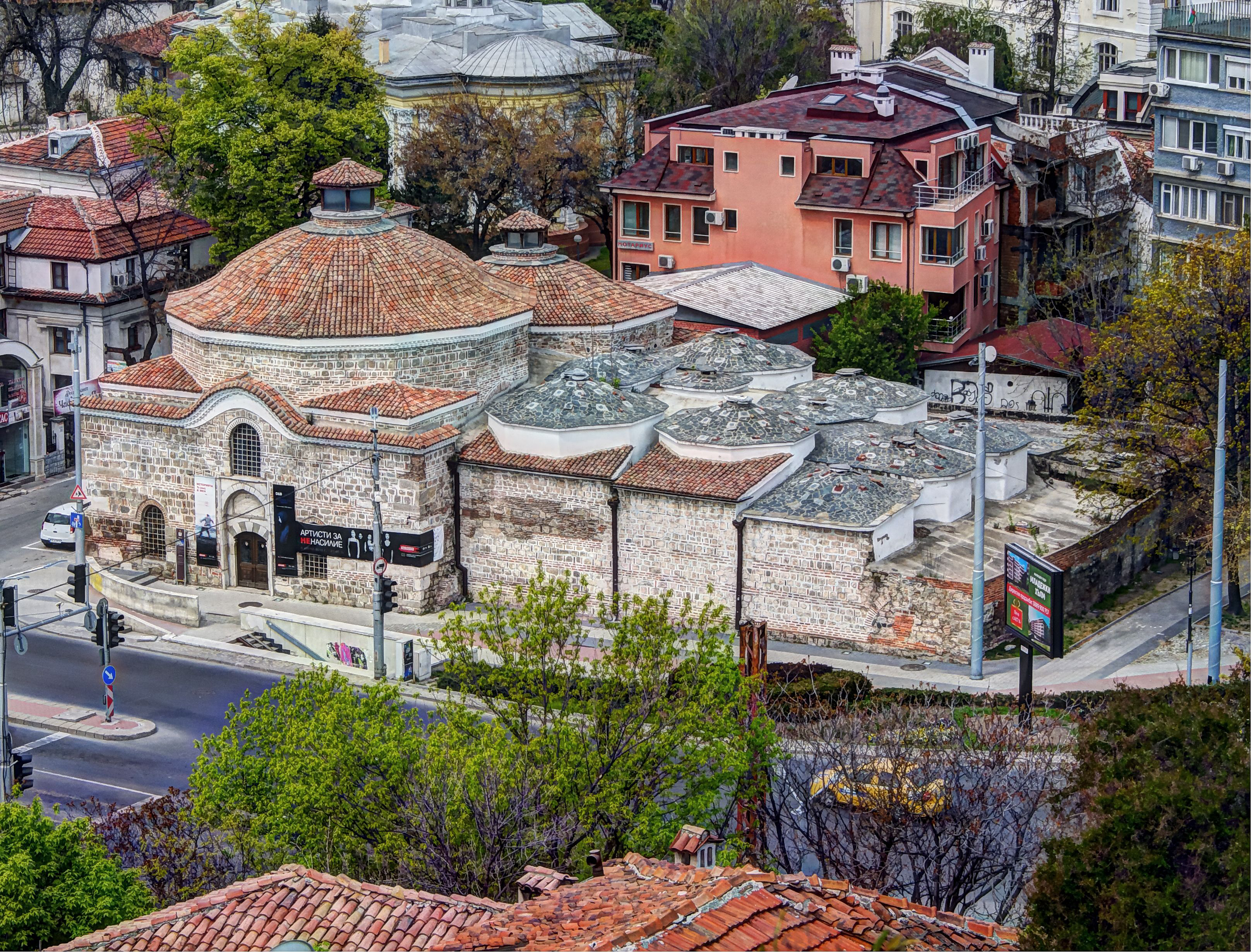
Turcké lázně Čifte baňa
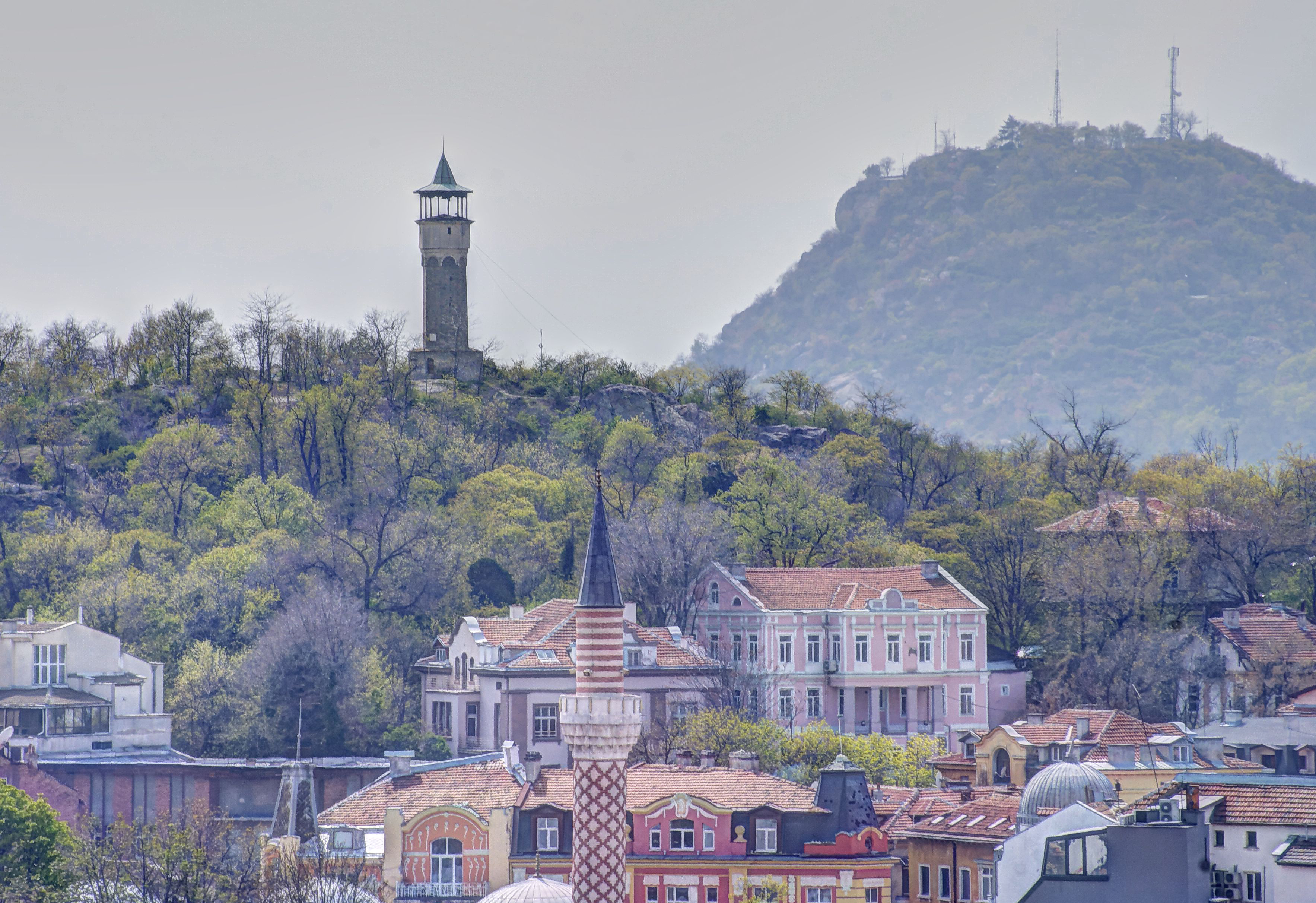
Hodinová věž na vrchu Sachat
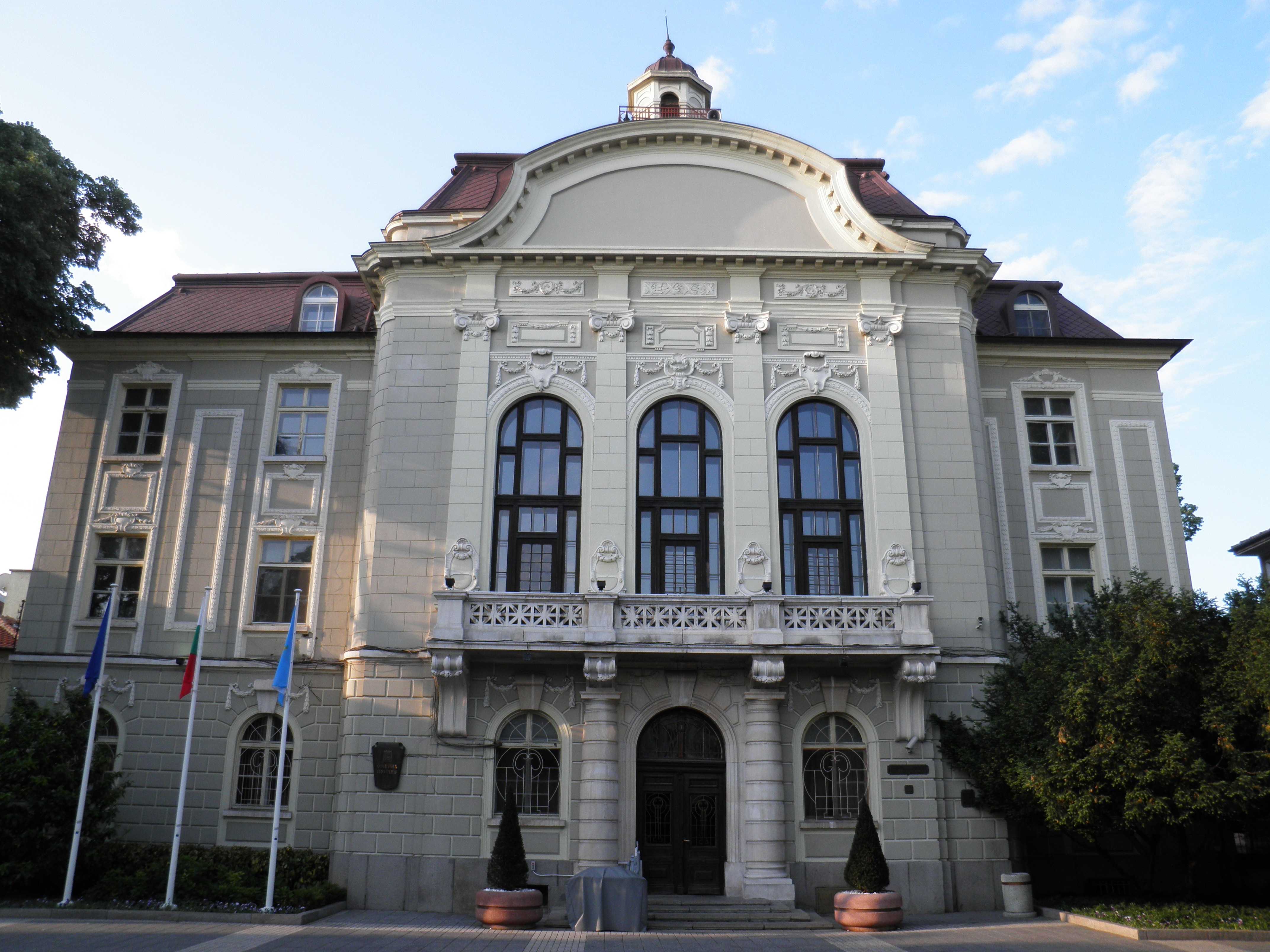
Radnice

## Vzdělávání

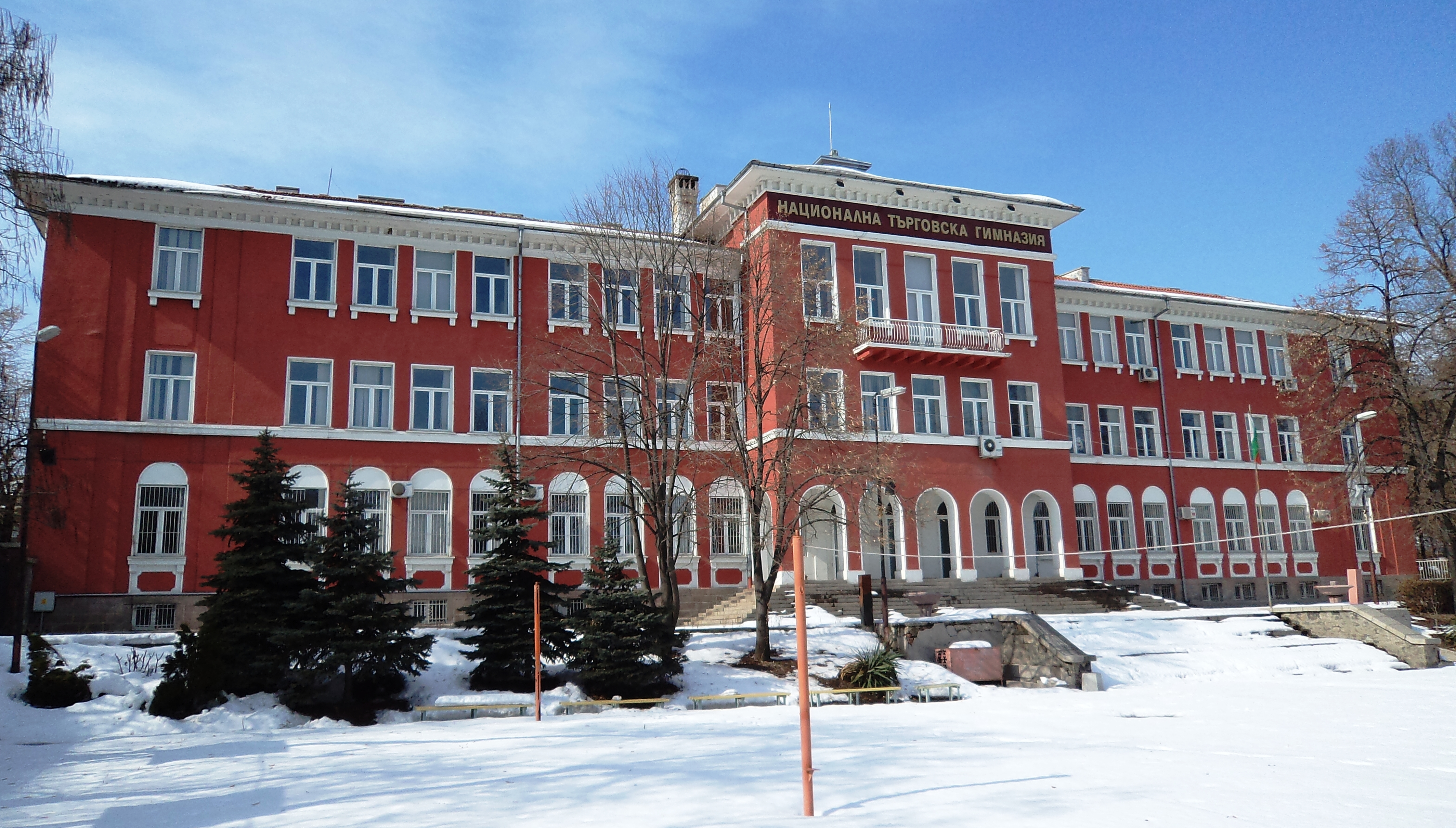
Střední obchodní škola

Plovdiv má 78 škol, včetně základních, vysokých, cizojazyčných, matematických, technických a uměleckých. K dispozici je také 10 soukromých škol a seminář. Počet žáků od poloviny roku 1990 v důsledku nižší porodnosti neustále klesá a v roce 2005 představoval 36 964. Mezi nejprestižnější školy patří Jazykové gymnázium Ivan Vazov, Francouzské jazykové gymnázium Antoine de Saint-Exupéry, Gymnázium užité matematiky, Státní obchodní gymnázium, Státní škola hudebního a tanečního umění.
Pokud jde o vysoké školy, nalézá se zde šest univerzit a několik státních i soukromých vysokých škol. Mezi ně patří Plovdivská univerzita Paisij Chilendarski s 900 lektory a zaměstnanci a 13 000 studenty; Lékařská fakulta s 2600 studenty; Technická univerzita Sofie – pobočka Plovdiv; Zemědělská univerzita; Univerzita potravinářských technologií, Akademie hudby, tance a výtvarného umění a další.

## Doprava
Okolím města procházejí tři z deseti panevropských silničních koridorů: Koridor IV (Drážďany-Bukurešť-Sofie-Plovdiv-Istanbul), koridor VIII (Drač-Sofie-Plovdiv-Varna / Burgas) a koridor X (Salzburg-Bělehrad-Plovdiv-Istanbul). Dálnice Trakia (A1, ze Sofie do Burgasu přes Starou Zagoru) vede pouhých 5 km severně od města.
Ve městě jsou tři autobusová nádraží (Jižní, Rodopi a Severní) a tři železniční stanice (Plovdiv Central, Trakia a Filipovo). Autobusová doprava má 29 hlavních a 10 doplňkových linek. Do roku 2012 byla v provozu trolejbusová doprava se sítí o délce 55 km. 
Mezinárodní letiště Plovdiv (kód IATA: PDV, kód ICAO: LBPD) se nachází 5 km jihovýchodně od města. Pravidelné lety provozuje Ryanair do Londýna a Frankfurtu. V okolí města je mnoho malých letišť a také vojenská letecká základna Graf Ignatievo.

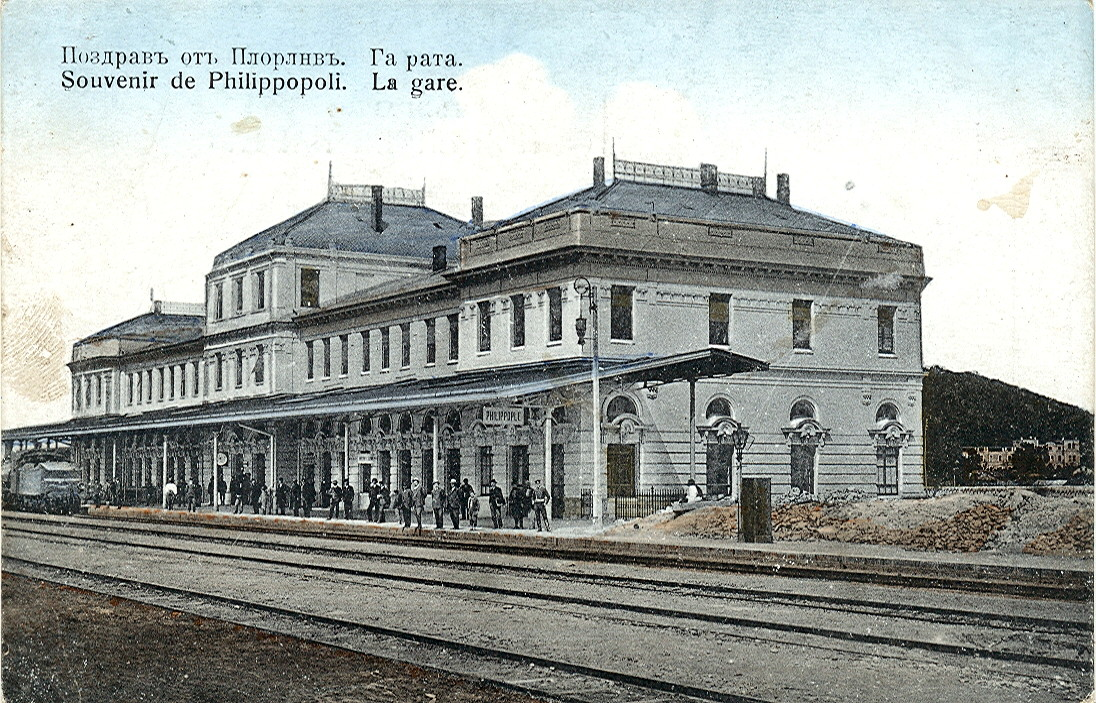
Centrální nádraží (asi v roce 1916)
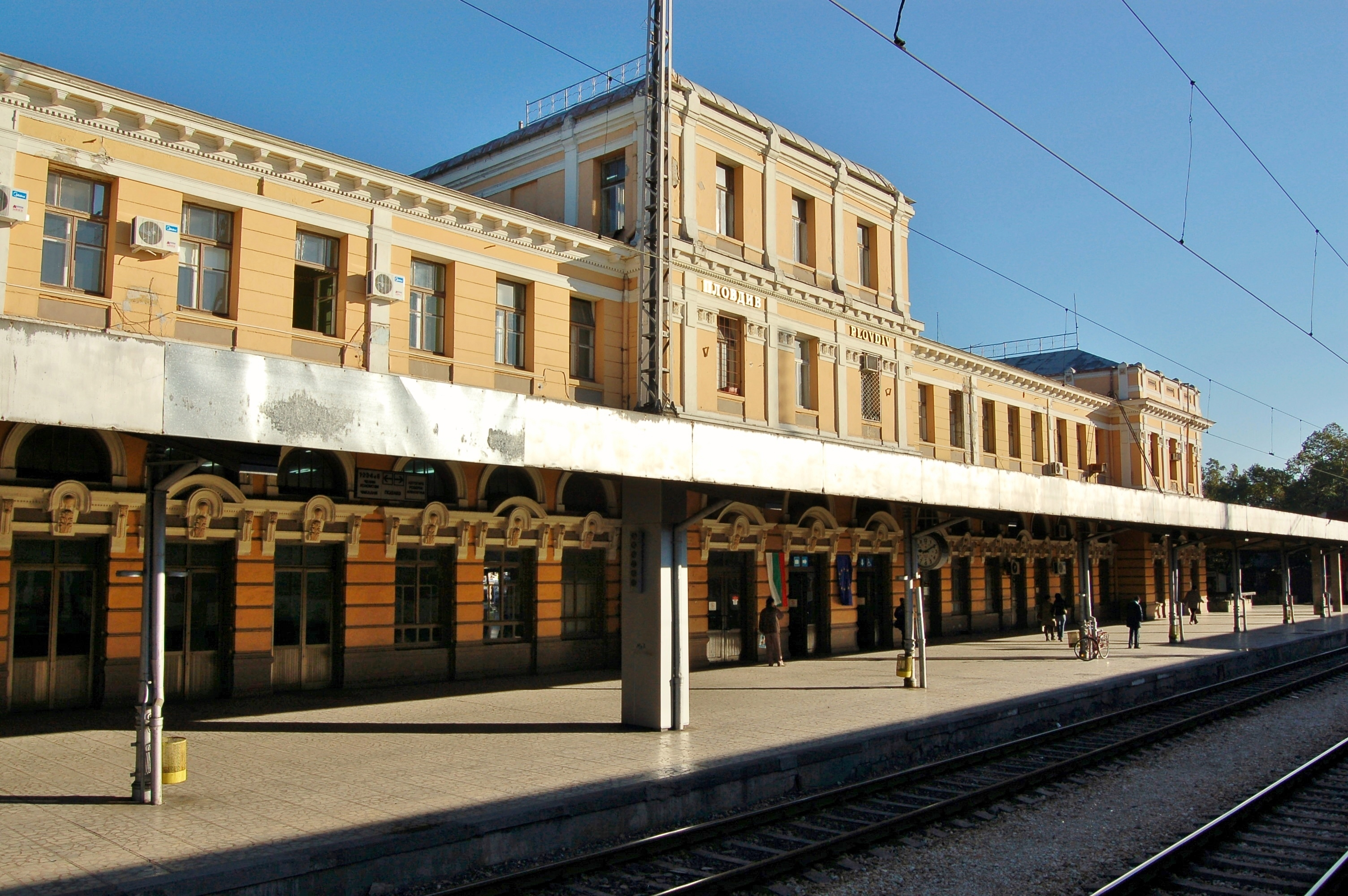
Centrální nádraží
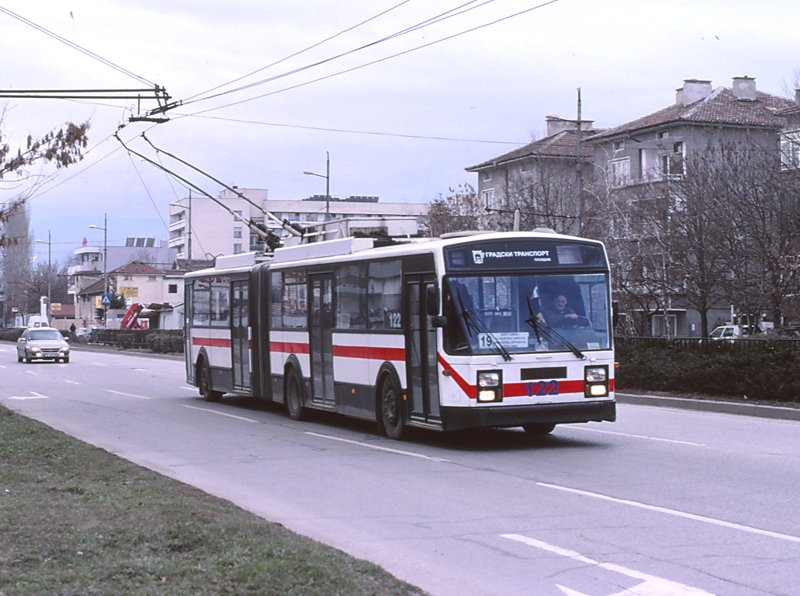
Trolejbusová doprava
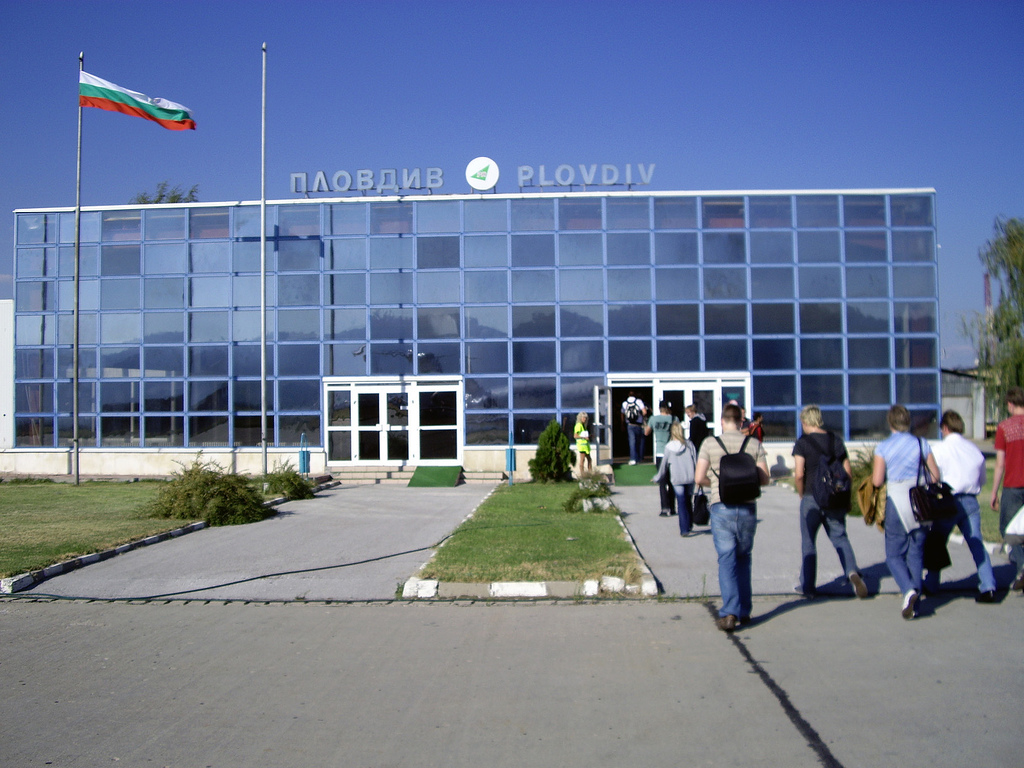
Mezinárodní letiště Plovdiv

## Sport

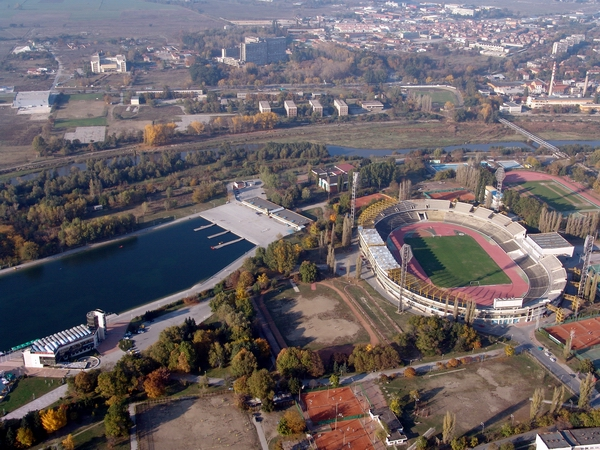
Plovdivský sportovní komplex

Plovdivský sportovní komplex je největší v Bulharsku. Skládá se z 2km veslařského kanálu, stadionu Plovdiv a několika dalších fotbalových hřišť, tenisových kurtů, bazénů, restaurací a kaváren v prostorném parku v západní části města, jižně od řeky Marica. K dispozici tu je také hřiště pro děti. Komplex je využíván občany a hosty Plovdivu, kteří ho používají pro jogging, procházky a relaxaci.
Ve městě se nacházejí i jiné stadiony, například PFK Lokomotiv Plovdiv (11000 míst), Stadion FK Marica (5000 míst) a Stadion Todor Diev. K dispozici je šest krytých sportovních hal: Lokomotiv, Dunav, Stroitel, Čajka, Akademik, Total Sport. V roce 2006 byl otevřen v blízkosti centra města vodní park Aqualand.
Nejpopulárnějším sportem ve městě je fotbal. V Plovdivu jsou čtyři významné fotbalové kluby: PFK Botev Plovdiv založený v roce 1912, PFK Lokomotiv založený v roce 1926 (oba týmy jsou účastníky nejvyšší bulharské ligy); Marica FK založený v roce v roce 1921 a Spartak Plovdiv založený v roce 1947.

## Životní prostředí
Podle zprávy Evropské agentury pro životní prostředí o stavu ovzduší v Evropě zveřejněné v říjnu 2013 je ovzduší v Plovdivu vůbec nejvíce znečištěné, společně s dalším bulharským městem Pernik.

## Zajímavosti
Plovdiv je desátým největším městem Balkánu, po Istanbulu, Aténách, Bělehradu, Bukurešti, Sofii, Soluni, Záhřebu, Skopji a Tiraně.
V roce 2002 byla po městě nazvána 1 040 metrů vysoká hora Plovdiv Peak na Livingstonově ostrově v Antarktidě.

## Osobnosti
- Christo G. Danov (1828–1911), učitel
- Marie Chytilová (1882–1959), manželka českého malíře Alfonse Muchy
- Zlaťo Bojadžiev (1903–1976), malíř
- Christo Milošev Danov (1908–1999), vydavatel
- Boris Christov (1914–1993), operní pěvec (bas)
- Milčo Leviev (1937–2019), hudebník a skladatel
- Georgi Ivanov (* 1940), kosmonaut
- Dinko Dermendžiev (1941–2019), fotbalista
- Petar Stojanov (* 1952), prezident
- Nonka Matova (* 1954), sportovní střelkyně
- Žan Videnov (* 1959), premiér
- Georgi Čomakov (* 1959), šermíř
- Stefka Kostadinovová (* 1965), atletka, olympijská vítězka ve skoku do výšky
- Christo Stoičkov (* 1966), fotbalista, držitel zlatého míče
- Nikolaj Buchalov (* 1967), kanoista
- Jordan Jovčev (* 1973), gymnasta
- Maria Petrova (* 1975), gymnastka
- Milen Dobrev (1980–2015), vzpěrač
- Alexander Rusev (* 1985), wrestler
- Cvetana Pironkovová (* 1987), tenistka

## Partnerská města
- Brno, Česko
- Bursa, Turecko
- Columbia, Jižní Karolína, USA
- Gjumri, Arménie
- Istanbul, Turecko
- Džidda, Saúdská Arábie
- Košice, Slovensko
- Kumanovo, Severní Makedonie
- Kutaisi, Gruzie
- Leskovac, Srbsko
- Lipsko, Německo
- Luo-jang, Čína
- Ochrid, Severní Makedonie
- Okajama, Japonsko
- Petra, Jordánsko
- Petrohrad, Rusko
- Poznaň, Polsko
- Řím, Itálie
- Soluň, Řecko
- Tegu, Jižní Korea
- Valencia, Venezuela